# Барсуківка (Гур'євський міський округ)
Барсуківка (рос. Барсуковка) — селище Гур'євського міського округу, Калінінградської області Росії. Входить до складу Добринського сільського поселення.
Населення — 19 осіб (2015 рік).

## Населення
| 2002 | 2010 |
| ---- | ---- |
| 17   | ↗19  |